# Cave Story
Cave Story – darmowa gra komputerowa opublikowana w grudniu 2004 roku. Została stworzona przez Daisuke Amayę, znanego również pod jego pseudonimem artystycznym „Pixel”. Cave Story jest przygodową grą akcji podobną do Castlevanii i Metroida. Ulepszona wersja o tytule Cave Story+ została wydana w listopadzie 2011 roku w usłudze Steam oraz w październiku 2012 roku na Nintendo 3DS. 20 czerwca 2017 Cave Story + zostało wydane na Nintendo Switch.

## Fabuła
Tysiące lat temu żył potężny mag o imieniu Ballos, którego moce były niedostępne dla zwykłych śmiertelników. Używał swoich mocy do pomagania ludziom, a ludzie kochali go i mu ufali nawet bardziej niż ich własnemu królowi. Po pewnym czasie Król stał się zazdrosny i uwięził Ballosa. Poddany straszliwym torturom został w końcu doprowadzony do szaleństwa. Jego magiczne wnętrze rozszalało się i Król wraz z zamkiem zostali natychmiast unicestwieni w ognistej fali zniszczenia. Ballos nie był w stanie odzyskać kontroli nad swoją magią i pod wpływem tego zamordował swoją żonę i dzieci, a królestwo obrócił w perzynę. Przeżył, ale został pozbawiony oznak zdrowego rozsądku.
Kiedy siostra Ballosa, Jenka, wiedźma również posiadająca potężną moc, dowiedziała się, że jej brat wpadł w szaleństwo uwięziła go na latającej wyspie. Chociaż Ballos nie będzie wolny dzięki swojej magii, ani swojemu szaleństwu – nie licząc bezpośredniej śmierci – Jenka kocha swojego brata za bardzo aby go zabić.
Do obrony zasilającego wyspę rdzenia Jenka skonstruowała labirynt, do którego zapieczętowała wejście ogromnym głazem. W labiryncie uwięziła rasę ogromnych owadów (Gaudis) w roli strażników. Jej moce zostały wyczerpane, na starość zamieszkała w Strefie Piasku (Sand Zone), pustynnej jaskini i zaczęła wychowywać psy.
Jenka miała córkę o imieniu Misery. Misery, która zyskała magiczne moce na własność, uczestniczyła w tworzeniu Demonicznej Korony, która dawała temu kto ją nosił moc Ballosa. Jednakże była też nieświadomą twórczynią klątwy, dzięki której była zobowiązana służyć na zawsze każdemu, kto założy Koronę.
Dziesięć lat przed rozpoczęciem gry, państwa Ziemi wysyłają roboty, aby przyniosły z powrotem Demoniczną Koronę. Roboty zabijały masowo i wiele Mimig – kwiatożernych, królikopodobnych stworów, które również żyły na wyspie – zostało uśmierconych. Dla własnej obrony Mimigi szukały pomocy w Czerwonych Kwiatach.
Chociaż Mimigi były kwiatożerne, to legendarne Czerwone Kwiaty były dla nich trujące. Kwiat ów zawierał dwa związki chemiczne: pierwszy odpowiadał za przyrost masy mięśniowej i mutacje, drugi zaś powodował totalną utratę zdolności rozumowania.
Kiedy człowiek z powierzchni wszedł w posiadanie Demonicznej Korony, roboty usunęły się w cień. Mimigi ciągle jednak były oszalałe z powodu Czerwonych Kwiatów.
Quote i Curly Brace są dwoma niezwykłymi robotami, wysłanymi, aby unicestwić pana Korony, a ją samą zniszczyć raz na zawsze. Ich wybitne umiejętności i siła pozwoliły im stoczyć ostateczną walkę, ale za nim to nastąpiło działali niezależnie, nieświadomie siebie nawzajem pośród sieci podziemnych jaskiń wyspy.
W skrócie przed rozpoczęciem gry, grupa badawcza ludzi przybyła na wyspę helikopterem. Grupa składała się z Momorin Sakamoto, Sue i Kazumy, Professora Boostera, inżyniera o imieniu Itoh i doktora medycyny: Fuyuhiko Date. Doktor wiedział o istnieniu Korony i dołączył do zespołu, tylko po to, aby ją znaleźć. Po lądowaniu natychmiast rozpoczął jej poszukiwania. Tuż po włączeniu gry na ekranie pojawia się scena, w której Doktor znajduje Koronę z Misery i Balrogiem, sługami Korony latającymi w tle.
Jak tylko Doktor zdobywa Koronę, rozpoczyna plany podboju całego świata: chce wykorzystać Mimigi do pielęgnowania Czerwonych Kwiatów, które wywołują u Mimig furię, dzięki czemu możliwym stanie się podbicie Powierzchni (Ziemi). Reszta członków zespołu badawczego nie chce z nim współpracować, więc nakazuje ich zgładzić. Sue i Itoh zostają zamienieni przez Misery w Mimigi. Kazuma zostaje przeteleportowany do pokoju bez wyjścia i z zepsutym teleporterem. W obawie o swoje życie Momorin Sakamoto wypełnia rozkazy Doktora, jednak w końcu udaje się jej uciec i ukryć na plantacjach. Opracowywuje tam sposób pokonania Doktora.
Sue ukrywa się w wiosce Mimig. Wioska była kiedyś ludna, ale po tym jak Doktor zaczął porywać Mimigi do swych eksperymentów, i pracy na plantacji, w wiosce zostało tylko sześciu mieszkańców. W przeszłości brat Toroko i bohater Mimig, Arthur wypędził demona z wioski i uratował Mimigi. Zostaje on zabity przez Doktora, próbując go powstrzymać. Nowy przywódca Mimig, King nie lubi Sue i próbuje ją wymienić na Toroko (po tym jak Toroko została porwana).
Kiedy rozpoczyna się gra, Quote budzi się w jaskini niedaleko wioski Mimig. Bohater budzi się w podziemnej pieczarze. Nie pamięta jak tu się dostał i nie ma jakiejkolwiek broni. Przechodzi przez wioskę Mimigów, które z samego początku są prześladowane przez złego Doktora. Dwoje jego sługów, Misery i Balrog, szukają Mimigi o imieniu Sue, ale przez przypadek porywają inną Mimigę: Toroko. Głównym zadaniem gracza jest uratowanie Sue, ochrona Mimig przed Doktorem i ucieczka z latającej wyspy.

## Rozgrywka
Na początku gracz może tylko biegać i skakać, ale różnorodność broni i przedmiotów urozmaica grę. Większość obiektów jest swobodnie porozrzucana po planszy i nie mają specjalnego wpływu na rozgrywkę, chociaż są też takie jak Booster (rodzaj plecaka odrzutowego). Gracz może używać różnych rodzajów broni; od karabinu maszynowego, który umożliwia latanie, po karabin bąbelkowy, dzięki któremu możliwe jest wytworzenie osłony. Bronie można znaleźć w skrzyniach lub zdobyć wymieniając je na inne w różnych miejscach w grze. Większość broni może być ulepszona dzięki pomarańczowym kryształkom upuszczanym przez wrogów (tak zwane EXP Points), jednak bohater zaatakowany przez przeciwnika może stracić te ulepszenia.

## Odbiór
Daemon Hatfield z IGN uznał Cave Story za jedną z najlepszych gier typu NES. Graczy urzeka klimatyczna grafika i muzyka (którą można odtworzyć za pomocą oddzielnego pliku dodanego razem z grą), a także duża różnorodność obiektów i możliwość zakończenia gry na kilka różnych sposobów.